# Europas svigerfar
Tilnavnet "Europas svigerfar" blev omkring år 1900 båret af to europæiske fyrster: Christian 9. af Danmark og Nikola 1. af Montenegro – i begge tilfælde på baggrund af deres børns ægteskaber med prinser og prinsesser fra andre lande.

## Christian 9. af Danmark
Kong Christian 9. af Danmark (1818–1906) og dronning Louise "hele Europas sviger- og bedstemor" (1817–1898) af Danmark fik følgende børn:
- Kong Frederik 8. af Danmark (1843–1912)
- Dronning Alexandra af Storbritannien (1844–1925) dronningekonsort til Edvard 7.
- Kong Georg 1. af Grækenland (1845–1913)
- Kejserinde Maria Feodorovna af Rusland (1847–1928) kejserindekonsort til zar Aleksandr 3.
- Prinsesse Thyra af Hannover (1853–1933), der giftede sig med kronprins Ernest Augustus

Christian 9. plejede at samle sine børn, svigerbørn og børnebørn til såkaldte "Fredensborgdage" om sommeren på Fredensborg Slot i København. Christian og Louises børnebørn inkluderede Georg 5. af Storbritannien, Nikolaj 2. af Rusland, Konstantin 1. af Grækenland og både Haakon 7. af Norge og hans dronning Maud af Storbritannien.

## Nikola 1. af Montenegro
Nikola 1. af Montenegro (1841–1921) var far til:
- Zorka af Montenegro, der giftede sig med Peter 1. af Jugoslavien
- Elena af Montenegro, der giftede sig med Victor Emanuel 3. af Italien
- Anna af Montenegro, der giftede sig med Franz Joseph af Battenberg
- To døtre blev gift med brødre:
  - Anastasia af Montenegro, giftede sig med Nikolaj Nikolajevitj af Rusland efter at være blevet skilt fra George, hertug af Leuchtenberg
  - Militza af Montenegro, giftede sig med Peter Nikolajevitj af Rusland